# صبغي حلقي
صبغي حلقي أو صبغي دائري (بالإنجليزية: Ring chromosome)‏ هو الذي تندمج فيه أجزاء الصبغي ببعضها أو تلتحم التيلومير للكروموسوم معا لتشكيل حلقة واحدة. واكتشفت لأول مرة من قبل خبير الجينات ليليان فون مورغان في عام 1926. ويرمز لذها الصبغي ب الرمز A كروموسوم حلقة من R الرمز في علم الوراثة البشرية أو R في علم الوراثة لذبابة الفاكهة. وتكون الكروموسومات في الخلايا على شكل حلقة في أعقاب الضرر الوراثي من المطفرة مثل الإشعاع، ولكنها أيضا قد تنشأ تلقائيا خلال التنمية.

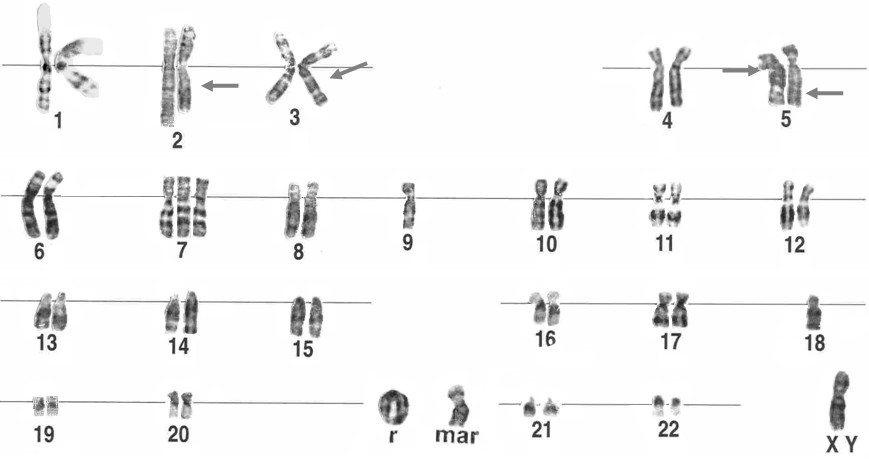
النمط النووي التممثل بسرطان الخلايا الانتقالية واضحة بشكل جيد في المثانة. ويتبين من الصبغي الحلقي مع نِهايَات مُرتبطة بشكل تركيب دائِرِيّ..

## الميزات
الكروموسوم 2 الحلقي
قد تحدث في هذا الكروموسوم حالة هي تكوين هذا الصبغي.فالأشخاص المصابون بهذا الخلل يصابون بتأخر في النمو... صغر حجم الرأس...تأخر نمو قبل ويعد الولادة
اعتلالات في القلب.. ومظهر خاص للوجه.. خطورة هذه الحالة ترتبط بعدد الخلايا المصابة
ونوع الكروموسوم الحلقي الموجود أو كيفية تكون الحلقة

## التطور
يتكون الكروموسوم الحلقي بطريقتين
الطريقة الأولى: تنكسر سلسلتي الحمض الننوي للكروموسوم نفسه يتبعها التحام للجزء المنفصل
اسباب انكسار الحمض النووي ال د ن ا غير معروفة تماما وكذلك كيفية التحام الجزئين في هذه الحالة قد يكون هناك فقد للمادة الوراثية
الطريقة الثانية: التحام التيلومير للكروموسوم نفسه بسبب خلل ما فيرتبط التيلومير من القطبين ببعضهما البعض